# Viktor von Gramich
Viktor Gramich, seit 1888 Ritter von Gramich, (* 19. November 1828 in Augsburg; † 30. September 1897 in München) war ein bayerischer Generalleutnant.

## Leben
Gramich war der Sohn eines Bankoberbeamten. Nach Absolvierung des Kadettenkorps wurde er am 27. Juli 1847 als Junker dem 1. Artillerie-Regiment der Bayerischen Armee überwiesen. 1848 als Unterleutnant in das 2. Artillerie-Regiment versetzt, wurde Gramich dort 1851 Oberleutnant und war ab 1854 für ein Jahr als Adjutant beim Artilleriekommando der Festung Landau tätig. Anschließend diente er als Lehrer der Artilleriewissenschaft und Waffenlehre am Kadettenkorps. Im März 1857 folgte seine Rückversetzung in das 1. Artillerie-Regiment und nach zwei Jahren seine Beförderung zum Hauptmann. Als solcher führte er 1866 im Krieg gegen Preußen die 1. Batterie in den Kämpfen bei Kissingen, Helmstadt sowie bei  Roßbrunn und wurde mit dem Ritterkreuz II. Klasse des Militärverdienstordens mit Schwertern ausgezeichnet.
1868 als Major wieder in das 2. Artillerie-Regiment versetzt, führte Gramich im Deutsch-Französischen Krieg 1870/71 die 1. Division der Artillerie-Reserve-Abteilung des I. Armee-Korps. Er nahm an den Gefechten bei Beaumont, Sedan, Artenay, Orléans und Coulmiers teil. Bei Villepion wurde Gramich verwundet und erhielt für seine Leistungen das Eiserne Kreuz II. Klasse sowie das Ritterkreuz I. Klasse des Militärverdienstordens mit Schwertern.
Nach dem Friedensschluss diente Gramich vom 29. Juli 1871 bis 20. Juli 1877 als Direktor der Artillerie- und Ingenieur-Schule. Unter gleichzeitiger Beförderung zum Oberst wurde er anschließend Kommandeur des 1. Fußartillerie-Regiments „Bothmer“. Dieses Kommando gab Gramich am 2. März 1881 ab und befehligte bis 11. September 1883 das 1. Feldartillerie-Regiment „Prinzregent Luitpold“. Dann zum Generalmajor befördert, folgte seine Ernennung zum Präsidenten des Generalauditoriats. Nach seiner Ablösung von diesem Posten wurde Gramich am 20. März 1884 zum Kommandeur der 2. Feldartillerie-Brigade ernannt. 1888 würdigte Prinzregent Luitpold seine langjährigen Verdienste durch die Verleihung des Ritterkreuzes des Ordens der Bayerischen Krone. Mit der Verleihung war die Erhebung in den persönlichen Adelsstand verbunden und er durfte sich nach der Eintragung in die Adelsmatrikel „Ritter von Gramich“ nennen. Am 5. März 1889 stellte man ihn unter Verleihung des Charakters als Generalleutnant zur Disposition.